# 长流站
长流站位于中国海南省海口市秀英区长流镇，是海南东环铁路其中一个高架车站，于2019年7月1日随海口市郊列车开通运营。

## 车站周边
- 长影环球100乐园
- 海南自在城
- 海口市康安学校

## 接驳公交
高铁长流站
- 海口公交59路（包含59路快车）
- 海口公交204路
- 海口公交210路
- 海口公交212路
- 海口公交专3路